# جوایز لوریوس
جوایز لوریوس (انگلیسی: Laureus World Sports Awards) جوایزی است که سالانه به بهترین ورزشکاران جهان اهدا می‌شود.
این جایزه از سال ۲۰۰۰ تا کنون در هشت بخش بهترین ورزشکار مرد، بهترین ورزشکار زن، بهترین تیم ورزشی، بهترین بازگشت به ورزش، بهترین پیشرفت غیرمنتظره، ورزش دائم، روحیه ورزشی و یک عمر دستاورد ورزشی اهدا می‌شود، همچنین دو جایزه به بهترین ورزشکار کم‌توان و بهترین ورزشکار ورزش اکشن و حادثه‌ای نیز تعلق می‌گیرد.

## میزبان‌ها
| سال  | مکان | سالن | مجری‌ها | موزیک مهمان | توضیحات |  |  |  |
| ---- | --- | --- | --- | --- | --- |  |  |  |
| ۲۰۰۰ | موناکو | اسپورتینگ کلوب | جف بریجز، اشلی جاد و دیلان مک‌درموت                                                                                   | بون جووی | با حمایت نلسون ماندلا                                                                                                |  |  |  |
| ۲۰۰۱ | موناکو | گریمالدی فورم | هایدی کلوم و گرگوری هاینز                                                                                            | لیان رایمز | با حمایت آلبرت دوم، شاهزاده موناکو                                                                                   |  |  |  |
| ۲۰۰۲ | موناکو | گریمالدی فورم | اریک لا سال | راسل واتسون | |  |  |  |
| ۲۰۰۳ | موناکو | گریمالدی فورم | اریک لا سال | گابریل | |  |  |  |
| ۲۰۰۴ | لیسبون | مرکز فرهنگی بلم | ریچل هانتر و جان مک‌انرو                                                                                              | کرز | با حمایت ژوزه مانوئل باروزو                                                                                          |  |  |  |
| ۲۰۰۵ | اشتوریل | کاسینو استوریل | مورگان فریمن | مری جی. بلایژ | |  |  |  |
| ۲۰۰۶ | بارسلون | پارکه دل فورم | تری هچر و کوبا گودینگ جونیور                                                                                         | جمیروکوای | |  |  |  |
| ۲۰۰۷ | بارسلون | پالائو سنت جوردی | کوبا گودینگ جونیور                                                                                                   | شوگابیبز | با حمایت خوآن کارلوس اول اسپانیا                                                                                     |  |  |  |
| ۲۰۰۸ | سن پترزبورگ | تالار مارینسکی | کوبا گودینگ جونیور                                                                                                   | والری گرگیف و ارکستر سمفونی مارینسکی                                                                                 | با حضور ولادیمیر پوتین، رئیس‌جمهور روسیه                                                                              |  |  |  |
| ۲۰۰۹ | مراسم به دلیل بحران اقتصادی جهان کنسل شد. جوایز به‌طور جداگانه در سایر برنامه‌ها از ماه مه تا ژوئن به برندگان اهدا شد. | مراسم به دلیل بحران اقتصادی جهان کنسل شد. جوایز به‌طور جداگانه در سایر برنامه‌ها از ماه مه تا ژوئن به برندگان اهدا شد. | مراسم به دلیل بحران اقتصادی جهان کنسل شد. جوایز به‌طور جداگانه در سایر برنامه‌ها از ماه مه تا ژوئن به برندگان اهدا شد. | مراسم به دلیل بحران اقتصادی جهان کنسل شد. جوایز به‌طور جداگانه در سایر برنامه‌ها از ماه مه تا ژوئن به برندگان اهدا شد. | مراسم به دلیل بحران اقتصادی جهان کنسل شد. جوایز به‌طور جداگانه در سایر برنامه‌ها از ماه مه تا ژوئن به برندگان اهدا شد. |  |  |  |
| ۲۰۱۰ | ابوظبی | قصر امارات | کوین اسپیسی | میکا | |  |  |  |
| ۲۰۱۱ | ابوظبی | قصر امارات | کوین اسپیسی | رونان کیتینگ | |  |  |  |
| ۲۰۱۲ | لندن | مرکز متدیست وست‌مینستر                                                                                                | کلایو اوون | برایان فری | |  |  |  |
| ۲۰۱۳ | ریو دو ژانیرو | تئاترو مونیسیپال | مورگان فریمن | بابل گیلبرتو | |  |  |  |
| ۲۰۱۴ | کوالا لامپور | ایستانا بودایا | بندیکت کامبربچ | جیمی فاکس | |  |  |  |
| ۲۰۱۵ | شانگهای | شانگهای گرند تئاتر                                                                                                   | بندیکت کامبربچ | لیائو چانگیونگ | |  |  |  |
| ۲۰۱۶ | برلین | پالا ام فونکتورم | بیل مری | مارلون رودت | |  |  |  |
| ۲۰۱۷ | موناکو | اسپورتینگ کلوب | هیو گرانت | | |  |  |  |
| ۲۰۱۸ | موناکو | اسپورتینگ کلوب | هیو گرانت | | |  |  |  |
| ۲۰۱۹ | موناکو | اسپورتینگ کلوب | هیو گرانت | | |  |  |  |
| ۲۰۲۰ | برلین | ورتی هاله | | | بیستمین سالگرد برگزاری                                                                                               |  |  |  |
| ۲۰۲۱ | سویل | آنلاین | پاز وگا | | مراسم مجازی |  |  |  |
| ۲۰۲۲ | سویل | آنلاین | لیندزی وان | | مراسم مجازی |  |  |  |
| ۲۰۲۳ | پاریس | پاویون ووندوم | | | |  |  |  |
| ۲۰۲۴ | مادرید | کاخ سیبل | | | |  |  |  |

## ورزشکار سال مرد و زن
| سال   | ورزشکار مرد               | ورزشکار مرد     | ورزشکار زن         | ورزشکار زن  |
| سال   | نام                       | ورزش            | نام                | ورزش        |
| ----- | ------------------------- | --------------- | ------------------ | ----------- |
| ۲۰۲۴  | نواک جوکوویچ              | تنیس            | آیتانا بونماتی     | فوتبال      |
| ۲۰۲۳  | لیونل مسی                 | فوتبال          | شلی-آن فریزر-پرایس | دو و میدانی |
| ۲۰۲۲  | ماکس فرستاپن              | فرمول یک        | الین تامپسون       | دو و میدانی |
| ۲۰۲۱  | رافائل نادال              | تنیس            | نائومی اوساکا      | تنیس        |
| ۲۰۲۰  | لیونل مسی و لوئیز همیلتون | فوتبال/فرمول یک | سیمون بایلز        | ژیمناستیک   |
| ۲۰۱۹  | نواک جوکوویچ              | تنیس            | سیمون بایلز        | ژیمناستیک   |
| ۲۰۱۸  | راجر فدرر                 | تنیس            | سرینا ویلیامز      | تنیس        |
| ۲۰۱۷  | یوسین بولت                | دو و میدانی     | سیمون بایلز        | ژیمناستیک   |
| ۲۰۱۶  | نواک جوکوویچ              | تنیس            | سرینا ویلیامز      | تنیس        |
| ۲۰۱۵  | نواک جوکوویچ              | تنیس            | گنزبه دیبابا       | دو و میدانی |
| ۲۰۱۴  | سباستین فتل               | فرمول یک        | میسی فرانکلین      | شنا         |
| ۲۰۱۳  | یوسین بولت                | دو و میدانی     | جسیکا انیس-هیل     | دو و میدانی |
| ۲۰۱۲  | نواک جوکوویچ              | تنیس            | ویویان چرویوت      | دو و میدانی |
| ۲۰۱۱  | رافائل نادال              | تنیس            | لیندزی وان         | اسکی آلپاین |
| ۲۰۱۰  | یوسین بولت                | دو و میدانی     | سرینا ویلیامز      | تنیس        |
| ۲۰۰۹  | یوسین بولت                | دو و میدانی     | یلنا ایسینبایوا    | دو و میدانی |
| ۲۰۰۸  | راجر فدرر                 | تنیس            | ژوستین انه         | تنیس        |
| ۲۰۰۷  | راجر فدرر                 | تنیس            | یلنا ایسینبایوا    | دو و میدانی |
| ۲۰۰۶  | راجر فدرر                 | تنیس            | یانیتسا کوستلیچ    | اسکی آلپاین |
| ۲۰۰۵  | راجر فدرر                 | تنیس            | کلی هولمزس         | دو و میدانی |
| ۲۰۰۴  | میشائیل شوماخر            | فرمول یک        | آنیکا سورنستام     | گلف         |
| ۲۰۰۳* | لانس آرمسترانگ            | دوچرخه‌سواری     | سرینا ویلیامز      | تنیس        |
| ۲۰۰۲  | میشائیل شوماخر            | فرمول یک        | جنیفر کاپریاتی     | تنیس        |
| ۲۰۰۱  | تایگر وودز                | گلف             | کتی فریمن          | دو و میدانی |
| ۲۰۰۰* | تایگر وودز                | گلف             | ماریون جونز        | دو و میدانی |

* — جوایز سال ۲۰۰۰ و ۲۰۰۳ به ماریون جونز و لانس آرمسترانگ اهدا شدند که پس از مثبت شدن تست دوپینگ این دو بازیکن جوایز از آنها پس گرفته شد و جایگزینی نیز برای آنها معرفی نشد.

## دیگر جوایز

### جوایز اصلی
| سال  | تیم                                 | پیشرفت غیرمنتظره   | بازگشت           | ورزشکار معلول     | ورزشکار اکشن     | لحظه                              |
| ---- | ----------------------------------- | ------------------ | ---------------- | ----------------- | ---------------- | --------------------------------- |
| ۲۰۰۰ | باشگاه فوتبال منچستر یونایتد        | سرخیو گارسیا       | لانس آرمسترانگ*  | لوئیس سوواژ       | شان پالمر        | —                                 |
| ۲۰۰۱ | تیم ملی فوتبال فرانسه               | مارات سافین        | جنیفر کاپریاتی   | وینی لاورز        | مایک هورن        | —                                 |
| ۲۰۰۲ | تیم ملی کریکت استرالیا              | خوان پابلو مونتویا | گوران ایوانیسویچ | استر ورگیر        | باب برنکویست     | —                                 |
| ۲۰۰۳ | تیم ملی فوتبال برزیل                | یائو مینگ          | رونالدو          | مایکل میلتون      | دین پاتر         | —                                 |
| ۲۰۰۴ | تیم ملی راگبی ۱۵ نفره انگلستان      | میشل وای           | هرمان مایر       | ارل کانر*         | لاین بیچلی       | —                                 |
| ۲۰۰۵ | تیم ملی فوتبال یونان                | لیو شیانگ          | الکس زاناردی     | چانتال پتیتکلرک   | الن مک آرتور     | —                                 |
| ۲۰۰۶ | رنو در فرمول یک                     | رافائل نادال       | مارتینا هینگیس   | ارنست فن دیک      | آنجلو دی‌آریگو    | —                                 |
| ۲۰۰۷ | تیم ملی فوتبال ایتالیا              | آملی مورسمو        | سرنا ویلیامز     | مارتین براکسنتالر | کلی اسلیتر       | —                                 |
| ۲۰۰۸ | تیم ملی راگبی ۱۵ نفره آفریقای جنوبی | لوئیس همیلتون      | پائولا رادکلیف   | استر ورگیر        | شان وایت         | —                                 |
| ۲۰۰۹ | تیم المپیک چین                      | ربکا آدلینگتون     | ویتالی کلیچکو    | دنیل دیاز         | کلی اسلیتر       | —                                 |
| ۲۰۱۰ | براون جی‌پی                          | جنسون باتن         | کیم کلایسترس     | ناتالی دوتوآ      | استفانی گیلمور   | —                                 |
| ۲۰۱۱ | تیم ملی فوتبال اسپانیا              | مارتین کایمر       | والنتینو روسی    | ورنا بنتله        | کلی اسلیتر       | —                                 |
| ۲۰۱۲ | باشگاه فوتبال بارسلونا              | روری مک ایلروی     | دارن کلارک       | اسکار پیستوریوس   | کلی اسلیتر       | —                                 |
| ۲۰۱۳ | تیم اروپا در کاپ رایدر              | اندی ماری          | فلیکس سانچز      | دنیل دیاز         | فلیکس باوم‌گارتنر | —                                 |
| ۲۰۱۴ | باشگاه فوتبال بایرن مونیخ           | مارک مارکز         | رافائل نادال     | ماری بوچت         | جیمی بست‌ویک      | —                                 |
| ۲۰۱۵ | تیم ملی فوتبال آلمان                | دنیل ریکیاردو      | شالک برگر        | تاتیانا مک‌فادن    | آلن یوستس        | —                                 |
| ۲۰۱۶ | تیم ملی راگبی ۱۵ نفره نیوزیلند      | جردن اسپیث         | دن کارتر         | دنیل دیاز         | یان فرودنو       | —                                 |
| ۲۰۱۷ | باشگاه بیسبال شیکاگو کابز           | نیکو رزبرگ         | مایکل فلپس       | بئاتریس ویو       | ریچل آترتون      | باشگاه فوتبال زیر ۱۲ سال بارسلونا |
| ۲۰۱۷ | باشگاه بیسبال شیکاگو کابز           | نیکو رزبرگ         | مایکل فلپس       | بئاتریس ویو       | ریچل آترتون      | تشویق ایسلندی                     |
| ۲۰۱۸ | مرسدس-بنز در فرمول یک               | سرخیو گارسیا       | راجر فدرر        | مارسل هج          | آرمل لو کلیاش    | باشگاه فوتبال شاپه‌کوئنزه          |
| ۲۰۱۹ | تیم ملی فوتبال فرانسه               | نائومی اوساکا      | تایگر وودز       | هنریتا فارکاشووا  | کلوئه کیم        | شیا بویو                          |
| ۲۰۲۰ | تیم ملی راگبی ۱۵ نفره آفریقای جنوبی | ایگان برنال        | سوفیا فلورش      | اوکسانا مسترز     | کلوئه کیم        | ساچین تندولکار                    |
| ۲۰۲۱ | باشگاه فوتبال بایرن مونیخ           | پاتریک ماهومس      | مکسنس پاروت      | —                 | —                | کریس نیکیچ                        |
| ۲۰۲۲ | تیم ملی فوتبال ایتالیا              | اما ردوکانو        | اسکای براون      | مارسل هاگ         | بت شریور         | —                                 |
| ۲۰۲۳ | تیم ملی فوتبال‌ آرژانتین             | کارلوس آلکاراز     | کریستین اریکسن   | کاترین دبرونر     | آیلین گو         | —                                 |

| *   | نشان‌دهنده فردی است که جایزه یا نامزدی وی بعداً لغو شد |
| ن/م | اعطا نشد                                             |

### جوایز اختیاری
| سال  | یک عمر         | ورزش دائم                               | روحیه                        | دستاورد استثنایی         | الهام‌بخشی ورزش       |
| ---- | -------------- | --------------------------------------- | ---------------------------- | ------------------------ | -------------------- |
| ۲۰۰۰ | پله            | یونیس کندی شرایور                       | —                            | —                        | —                    |
| ۲۰۰۱ | استیو ردگریو   | کیپچوگه کینو                            | —                            | —                        | —                    |
| ۲۰۰۲ | پیتر بلیک      | پیتر بلیک                               | —                            | —                        | —                    |
| ۲۰۰۳ | گری پلیر       | آرنولد شوارتزنگر                        | —                            | —                        | —                    |
| ۲۰۰۴ | آرنه نس جونیور | اتحادیه ورزش نوجوانان ماتاره            | —                            | —                        | —                    |
| ۲۰۰۴ | آرنه نس جونیور | تیم ملی کریکت هند تیم ملی کریکت پاکستان | —                            | —                        | —                    |
| ۲۰۰۵ | —              | گری استوری                              | باشگاه بیسبال بوستون رد ساکس | —                        | —                    |
| ۲۰۰۶ | یوهان کرویف    | یورگن گریزبک                            | والنتینو روسی                | —                        | —                    |
| ۲۰۰۷ | فرانتس بکن‌بائر | لوک داودنی                              | باشگاه فوتبال بارسلونا       | —                        | —                    |
| ۲۰۰۸ | سرگئی بوبکا    | برندان و شان چویی                       | دیک پوند                     | —                        | —                    |
| ۲۰۰۹ | —              | —                                       | —                            | —                        | —                    |
| ۲۰۱۰ | نوال المتوکل   | دیکمبه موتومبو                          | —                            | —                        | —                    |
| ۲۰۱۱ | زین‌الدین زیدان | می الخلیل                               | تیم اروپا در کاپ رایدر       | —                        | —                    |
| ۲۰۱۲ | بابی چارلتون   | رای                                     | —                            | —                        | —                    |
| ۲۰۱۳ | سباستین کو     | —                                       | —                            | مایکل فلپس               | —                    |
| ۲۰۱۴ | —              | اتوبوس جادویی                           | تیم ملی کریکت افغانستان      | —                        | —                    |
| ۲۰۱۵ | —              | اسکیتیستان                              | یائو مینگ                    | لی نا                    | —                    |
| ۲۰۱۶ | نیکی لائودا    | حرکت دادن تیرهای دروازه                 | یوهان کرویف                  | —                        | —                    |
| ۲۰۱۷ | —              | Waves for change                        | باشگاه فوتبال لستر سیتی      | —                        | تیم پناهندگان المپیک |
| ۲۰۱۸ | ادوین موزز     | Active Communities Network              | —                            | فرانچسکو توتی            | ج. ج. وات            |
| ۲۰۱۹ | آرسن ونگر      | Yuwa India                              | لیندزی وان                   | الیود کیپچوگه            | —                    |
| ۲۰۲۰ | دیرک نویتسکی   | South Bronx United                      | —                            | فدراسیون بسکتبال اسپانیا | —                    |
| ۲۰۲۱ | بیلی جین کینگ  | Kickformore by Kickfair                 | —                            | —                        | محمد صلاح            |
| ۲۰۲۲ | تام بریدی      | LOST BOYZ INC                           | —                            | روبرت لواندوفسکی         | —                    |
| ۲۰۲۳ | —              | TeamUp                                  | —                            | —                        | —                    |

### جوایز ویژه
| سال  | ورزشکار حامی | یادبود        | ورزش دائم اجتماعی |
| ---- | ------------ | ------------- | ----------------- |
| ۲۰۲۲ | جرالد آساموا | والنتینو روسی | رئال مادرید       |

| dagger | نشان‌دهنده جایزه پس از مرگ |
| ن/م    | اعطا نشد                  |